# Hotline Server
Hotline Server est un logiciel de partage de fichiers sur Internet (associé au logiciel Hotline Client) développé par la société OpenSprings et maintenant en opensource sur SourceForge.net.
Plusieurs clones de client/serveurs existent,. Ces logiciels sont disponibles pour toutes les plateformes (macos, windows, linux...)
Cette suite de logiciel permet de créer une communauté par le biais de système de tchat public, tchat privé, message privés, système de livre d'or, de forum, et échange de fichiers.
L'éditeur du logiciel qui a inspiré Hotline Server est Hotline Communications (en).

## Détails techniques
Les ports généralement utilisés sont : 4498, 5500, 5501, 5002.